# Infračervená fotografie
Infračervená fotografie je specializovaný obor fotografie, který využívá film nebo obrazový senzor citlivý na infračervené záření. Vlnové délky použité pro fotografii jsou v rozsahu od zhruba 700 nm do 900 nm. Obvykle se používá „infračervený filtr“. Ten umožňuje infračervenému světlu projít do fotoaparátu, ale blokuje veškeré anebo většinu viditelného světelného spektra (filtr proto vypadá černě nebo velmi tmavě).

## Princip
Filmy pro speciální účely jsou citlivé na vlnové délky za hranicemi viditelného spektra. Infračervený film reaguje na část mimo viditelné světlo, na infračervenou část spektra. Se speciálními barvotvornými složkami mohou být vyrobeny fotografické emulze citlivé na světlo v dané části spektra. Infračervené světlo dokáže proniknout atmosférickou mlhou a poskytuje čisté fotografie snímané z velkých vzdáleností nebo vysokých nadmořských výšek. Protože každý předmět vyzařuje v infračervené části spektra, může se fotografovat i v úplné tmě. Techniky infračervené fotografie se používají, kdykoli mají být rozpoznány malé rozdíly v teplotě nebo schopnostech pohlcovat nebo odrážet infračervené světlo. Některé substance, zvláště pak organické jako například vegetace, odrážejí infračervené světlo mnohem silněji než jiné substance. Infračervené filmy pak mají tendenci reprodukovat tóny zelených listů a rostlin bíle, obzvlášť v kombinaci s temně rudým filtrem. Infračervený film má mnoho technických a vojenských využití, včetně detekce maskování, které se na infračervené fotografii objeví tmavší než okolní prostředí. Infračervená fotografie se též používá u lékařské diagnózy, odhalování falzifikátů u ručně psaných textů stejně jako výtvarných děl, a při studiu poškozených dokumentů. Tato metoda byla například využita při luštění Svitků od Mrtvého moře.
Pomocí infračervené fotografie můžeme dosáhnout velmi zajímavých efektů nepravých barev nebo černobílé obrazy se snovým, až někdy strašidelným výrazem, známým jako „Woodův efekt“.
V případě fotografování osob je využíváno „mrtvolně“ bílé barvy pleti, která je způsobena tím, že infračervené záření částečně proniká pod kůži, takže ve spojení s faktem, že odkysličená krev pohlcuje infračervené záření, pod kůží mohou být vidět povrchové tmavé žíly.

## Současná infračervená fotografie
Mezi současnými umělci je infračervená fotografie rozšířena především v krajinářské oblasti, výjimečně je využívána i v rámci fotografování portrétů či uměleckých aktů. Příkladem je český fotograf Daniel Diviš, který se specializuje právě na fotografování aktů v infračerveném spektru.

## Svitky od Mrtvého moře
Od 20. ledna 1952 do r. 1967 pracoval jako vedoucí fotograf Palestinského archeologického muzea (PAM) Nadžíb Albina. Během této doby nafotografoval většinu muzejních sbírek, fragmentů a rukopisů pomocí širokopásmové fluorescenční infračervené fotografie (snímek) (procesem známým jako reflected NIR photography). Nadžíb pro muzeum nashromáždil více než 1750 velkoformátových fotografických desek svitků. Kromě toho byly fotografie pořízeny na zvířecí kůži, což dobře umožnilo skládat fragmenty textů k sobě. Tyto snímky se staly jedněmi z prvních fotografií v muzejní sbírce a nejkomplexnější na světě své doby. Fragmenty a svitky tak byly zaznamenány před jejich dalším rozkladem způsobeným při skladování a jsou často považovány za nejlepší pořízené kopie svitků. Některé z následujících destrukcí byly přímým negativním důsledkem skladování ve vlhkých sklepích muzea a podmínek prostředí, kterým muzeum dovolilo fragmenty a svitky vystavit, například cigaretovému kouři, včetně kouře z cigaret Nadžíba. Ve skutečnosti došlo i k poškození Nadžíbových negativů PAM kvůli špatné archivaci a péči. Nadžíb Albina pořídil pět nekompletních sad Svitků od Mrtvého moře. Sady byly segmentově zaznamenávány, tříděny, až po sestavení formátu na výšku, jak je poskládali odborníci muzea PAM; většina svitků a fragmentů byla během procesu fotografována alespoň třikrát. Nadžíb svůj postup a jednotlivé kroky se svitky zaznamenával do deníku, který je dodnes v archivu Izraelského památkového úřadu.